# Del amor y de la muerte
Del amor y de la muerte es un drama dirigido por Antonio Giménez Rico y protagonizado por Amparo Muñoz y Antonio Ferrandis. 

## Sinopsis
Un señor feudal, dueño de vidas y haciendas, parte para la guerra y deja en su lugar a su hijo Gonzalo, imponiéndole una sola limitación a su poder: dos mujeres, madre e hija, que viven en un apartado molino. La molinera Elvira, una de las amantes de don Diego, tiene una hija bellísima, Elena, y el deseo de Gonzalo se centra en las dos. Pero Elena es también hija de don Diego y, para evitar el incesto la casan con un pastor. 